# هيرادو (ناغاساكي)
هيرادو (باليابانية: 平戸市 هيرادو-شي) هي مدينة تتبع لمحافظة ناغاساكي. كانت هذه المدينة تقع على جزيرة هيرادو، أما مع تحويلات الحكومات المحلية فقد امتدت حدود المدينة لتشمل بعض الأراضي من جزيرة كيوشو.
في 1 يناير 2009 بلغ التعداد السكاني 36000 نسمة، بكثافة سكانية 153 نسمة/كم مربع، موزعة على مساحة 235 كم مربع.

## المناخ
يظهر الجدول التالي التغييرات المناخية على مدار السنة لهيرادو:
| البيانات المناخية لـهيرادو        | البيانات المناخية لـهيرادو | البيانات المناخية لـهيرادو | البيانات المناخية لـهيرادو | البيانات المناخية لـهيرادو | البيانات المناخية لـهيرادو | البيانات المناخية لـهيرادو | البيانات المناخية لـهيرادو | البيانات المناخية لـهيرادو | البيانات المناخية لـهيرادو | البيانات المناخية لـهيرادو | البيانات المناخية لـهيرادو | البيانات المناخية لـهيرادو | البيانات المناخية لـهيرادو |
| الشهر                             | يناير                      | فبراير                     | مارس                       | أبريل                      | مايو                       | يونيو                      | يوليو                      | أغسطس                      | سبتمبر                     | أكتوبر                     | نوفمبر                     | ديسمبر                     | المعدل السنوي              |
| --------------------------------- | -------------------------- | -------------------------- | -------------------------- | -------------------------- | -------------------------- | -------------------------- | -------------------------- | -------------------------- | -------------------------- | -------------------------- | -------------------------- | -------------------------- | -------------------------- |
| متوسط درجة الحرارة الكبرى °م (°ف) | 8.7 (47.7)                 | 9.2 (48.6)                 | 12.4 (54.3)                | 17.0 (62.6)                | 20.9 (69.6)                | 23.6 (74.5)                | 27.5 (81.5)                | 29.1 (84.4)                | 26.0 (78.8)                | 21.4 (70.5)                | 16.5 (61.7)                | 11.4 (52.5)                | 18.6 (65.6)                |
| المتوسط اليومي °م (°ف)            | 6.2 (43.2)                 | 6.6 (43.9)                 | 9.3 (48.7)                 | 13.7 (56.7)                | 17.5 (63.5)                | 20.7 (69.3)                | 24.9 (76.8)                | 26.2 (79.2)                | 23.2 (73.8)                | 18.5 (65.3)                | 13.6 (56.5)                | 8.7 (47.7)                 | 15.8 (60.4)                |
| متوسط درجة الحرارة الصغرى °م (°ف) | 3.6 (38.5)                 | 3.9 (39.0)                 | 6.3 (43.3)                 | 10.8 (51.4)                | 14.7 (58.5)                | 18.5 (65.3)                | 22.9 (73.2)                | 23.9 (75.0)                | 20.8 (69.4)                | 15.7 (60.3)                | 10.7 (51.3)                | 6.1 (43.0)                 | 13.2 (55.7)                |
| الهطول مم (إنش)                   | 90.2 (3.55)                | 93.6 (3.69)                | 137.7 (5.42)               | 207.0 (8.15)               | 197.8 (7.79)               | 315.5 (12.42)              | 329.8 (12.98)              | 204.5 (8.05)               | 205.6 (8.09)               | 107.5 (4.23)               | 117.8 (4.64)               | 72.8 (2.87)                | 2٬079٫8 (81.88)            |
| متوسط تساقط الثلوج سم (إنش)       | 3 (1.2)                    | 2 (0.8)                    | 0 (0)                      | 0 (0)                      | 0 (0)                      | 0 (0)                      | 0 (0)                      | 0 (0)                      | 0 (0)                      | 0 (0)                      | 0 (0)                      | 1 (0.4)                    | 6 (2.4)                    |
| متوسط الرطوبة النسبية (%)         | 64                         | 66                         | 68                         | 76                         | 79                         | 86                         | 88                         | 84                         | 79                         | 70                         | 67                         | 65                         | 74                         |
| ساعات سطوع الشمس الشهرية          | 88.3                       | 100.0                      | 156.2                      | 160.9                      | 181.5                      | 137.5                      | 157.0                      | 211.1                      | 166.0                      | 173.6                      | 131.3                      | 95.7                       | 1٬759٫1                    |
| المصدر: NOAA (1961-1990)          |                            |                            |                            |                            |                            |                            |                            |                            |                            |                            |                            |                            |                            |

## معرض صور

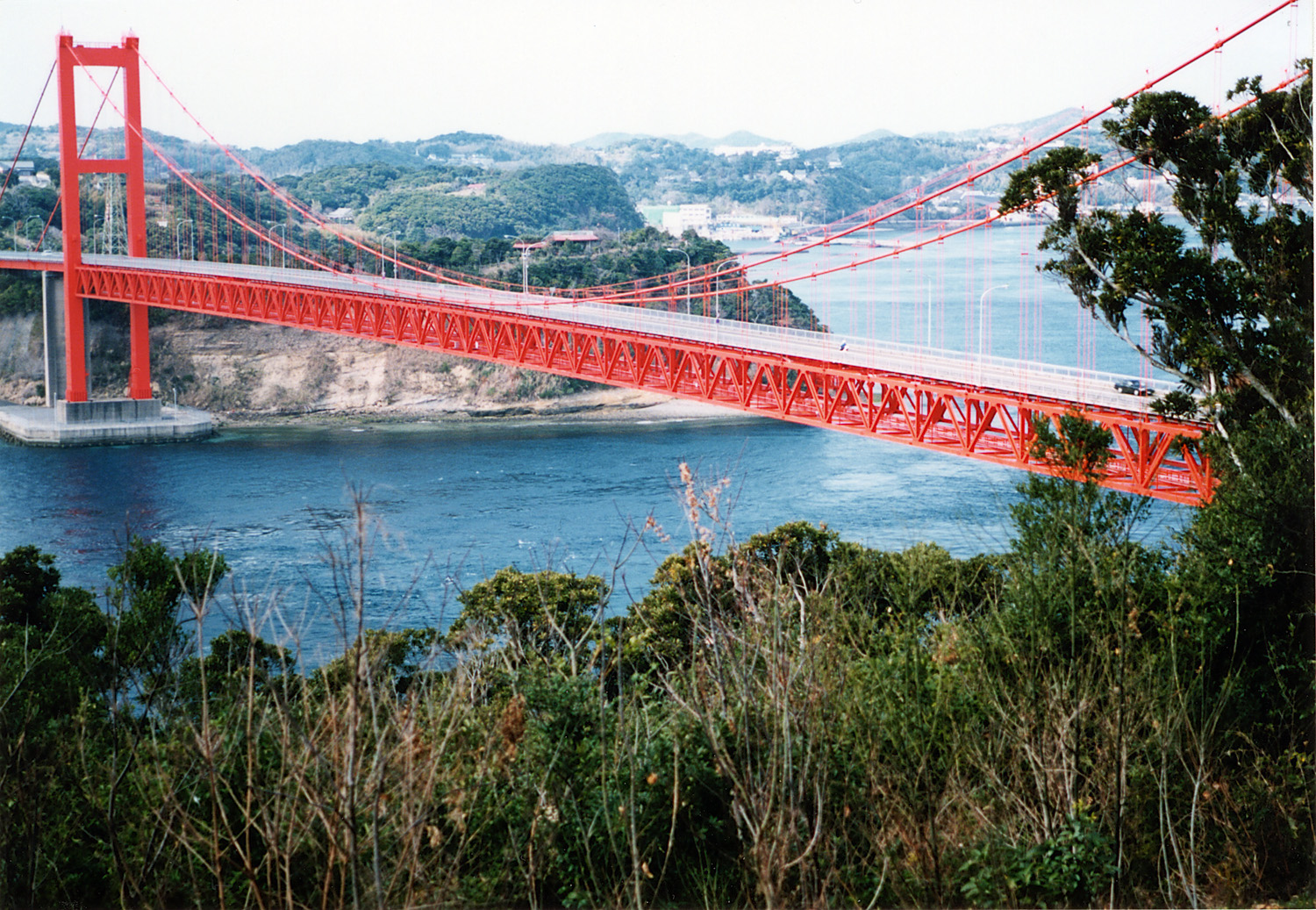
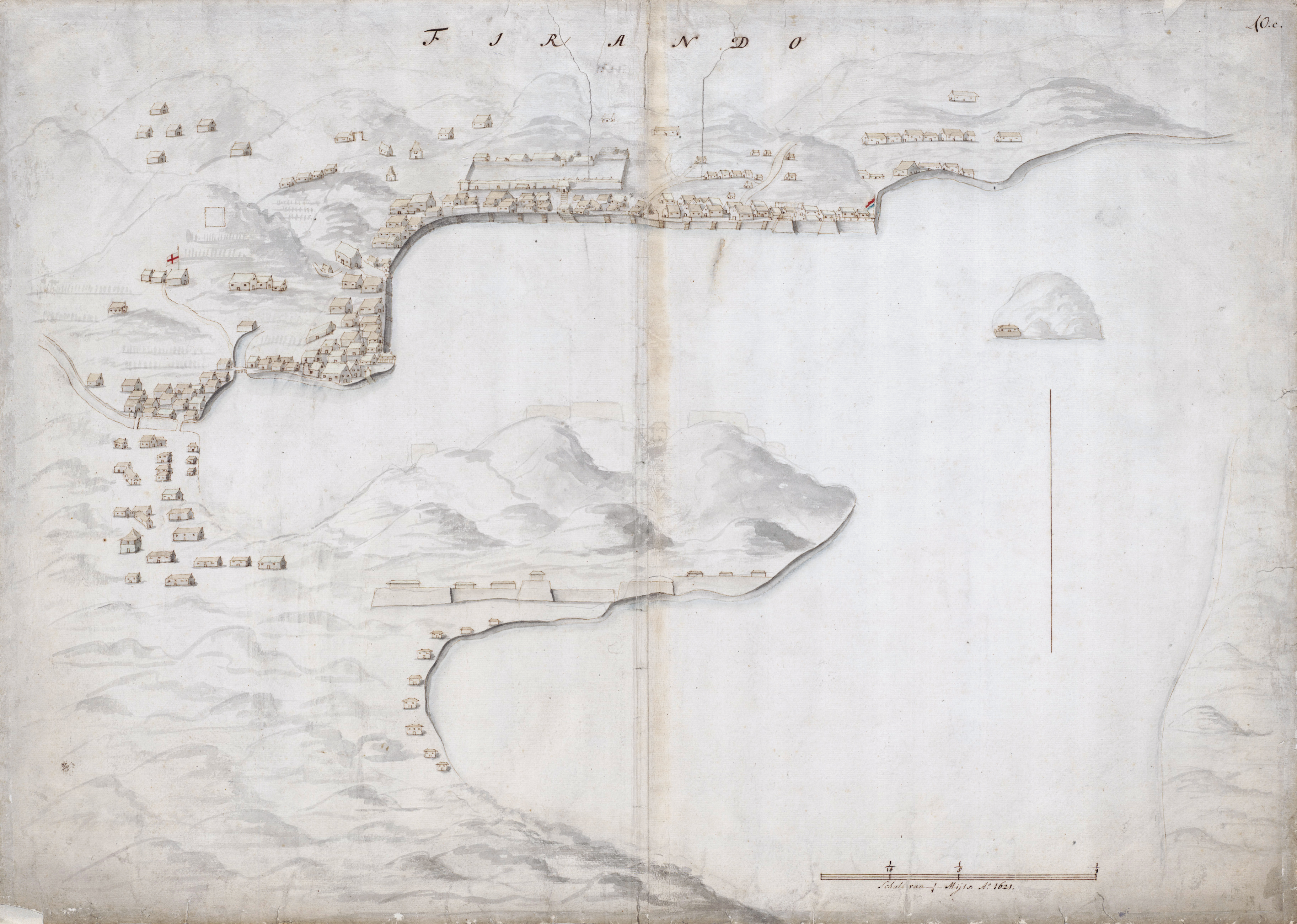
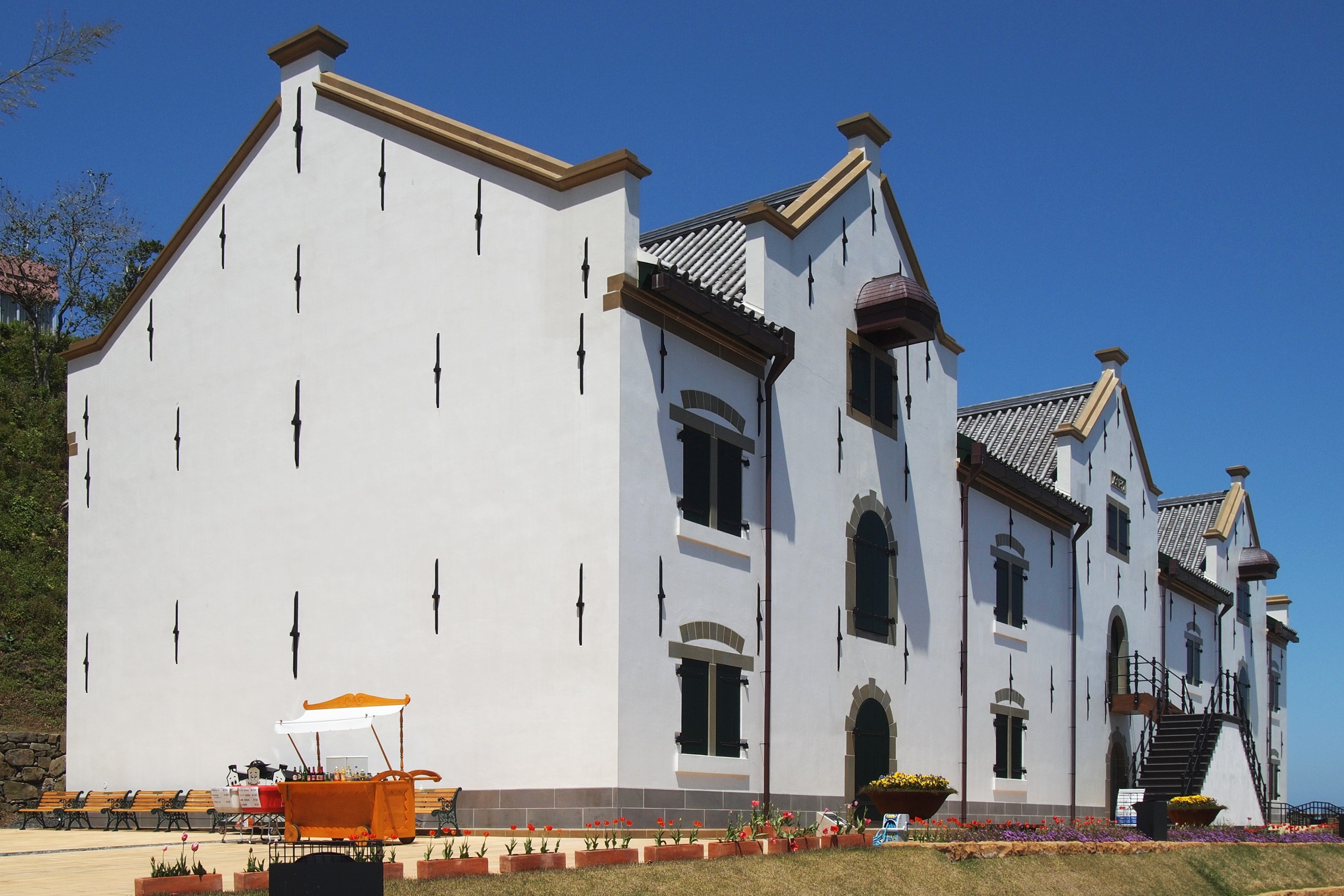
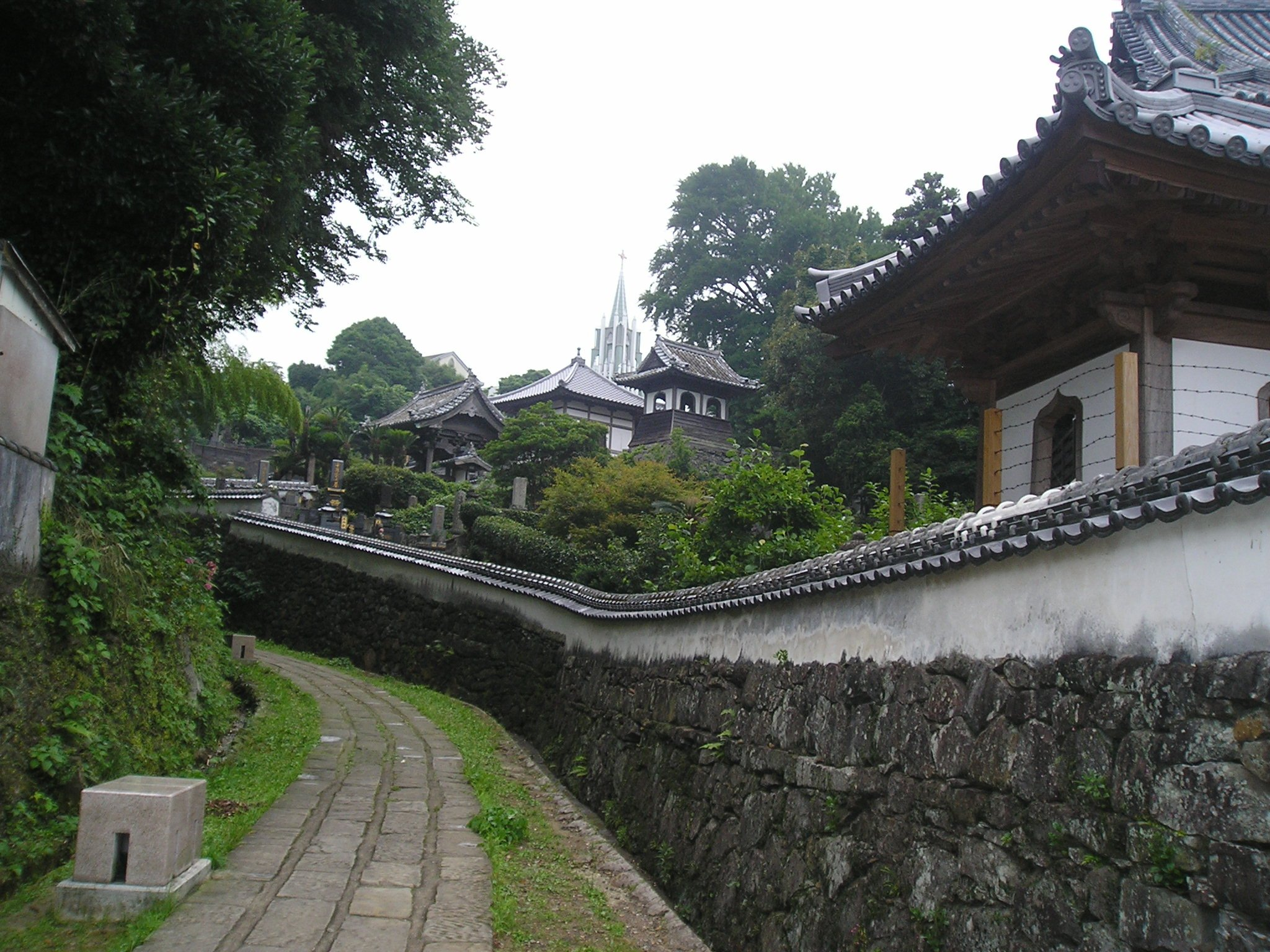
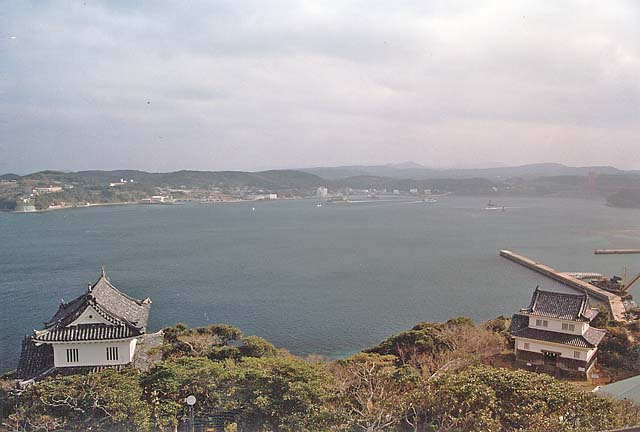
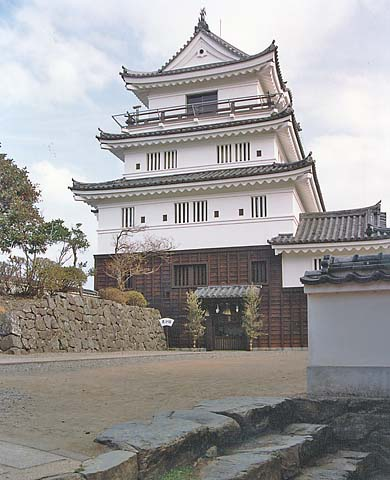

## أعلام
- ويليام آدمز
- كازويا ميكاوا